# Tên lửa đẩy của SpaceX
Đây là danh sách các tên lửa của SpaceX.
- Đang hoạt động
  - Falcon Heavy
  - Falcon 9 Full Thrust
- Đang được xây dựng
  - Starship
- Không còn hoạt động
  - Falcon 1
  - Falcon 9 v1.0
  - Falcon 9 v1.1
  - Grasshopper
- Bị hủy bỏ
  - Falcon 1e[1]
  - Falcon 5[2]
  - Falcon 9 Air[1]